# Хальворсен, Асбьёрн
Асбьё́рн Хальво́рсен (норв. Asbjørn Halvorsen; 3 декабря 1898, Сарпсборг — 16 января 1955, Нарвик) — норвежский футболист и футбольный тренер, играл на позиции полузащитника. Участник летних Олимпийских игр 1920 года.

## Биография

### Клубная карьера
В юном возрасте дебютировал в профессиональном футболе за «Сарпсборг». В возрасте 18 лет он стал капитаном «Сарпсборга», в качестве которого в 1917 году выиграл Кубок Норвегии. Он является самым молодым капитаном в истории «Сарпсборга», который выиграл Кубок Норвегии.
В 1922 году перешёл в «Гамбург», за который играл в течение 12 сезонов. В составе «Гамбурга» выиграл два чемпионских титула в 1923 и 1928 годах, став одним из лидеров той команды. Хальворсен составлял результативную связку нападения с Отто Хардером. В 1933 году после прихода к власти Адольфа Гитлера почувствовал назревающие перемены в немецком обществе и покинул страну. Всего в общей сложности сыграл за «Гамбург» 224 матча.

### Карьера в сборной
Дебютировал за сборную Норвегии 26 мая 1918 года в матче со сборной Швеции — Норвегия проиграла 0:2.
В составе сборной Норвегии принимал участие на олимпийском футбольном турнире 1920 года, где был основным игроком и сыграл в трёх матчах. Всего за сборную Норвегии сыграл 19 матчей.

### Тренерская карьера
В 1933 году работал главным тренером «Гамбурга».
В 1936 году возглавил сборную Норвегии и привёл её к бронзовым медалям на олимпийском футбольном турнире 1936 года. Спустя два года работал со сборной Норвегией на чемпионате мира 1938 года, где возглавляемая им команда сыграла в матче с действующими чемпионами мира сборной Италии — Норвегия проиграла 1:2 в дополнительное время.

### Последующая жизнь
Во время Второй мировой войны Норвегия была оккупирована войсками Вермахта. Хальворсен был арестован и отправлен в концлагерь. В лагере Нойенгамме, в котором он находился в определённый период, в охране служил его товарищ по «Гамбургу» Отто Хардер. Однако, в тот период, когда Хальворсен был заключённым лагеря, Хардер не служил там. Он был заключённым лагерей Грини, Нацвейлер-Штрутгоф, Неккарельц и Вайхинген-на-Энце.
После освобождения из лагеря в 1945 году занял должность генерального секретаря Норвежскую футбольную ассоциацию, которую занимал до 1955 года. Скончался 16 января 1955 года в Нарвике в возрасте 56 лет.

## Достижения
«Сарпсборг»
- Обладатель Кубка Норвегии (1): 1917

 «Гамбург»
- Чемпион Германии (2): 1923, 1928
- Чемпион Северной Германии[англ.] (8): 1923, 1924, 1925, 1928, 1929, 1931, 1932, 1933
- Обладатель Кубка Северной Германии (1): 1926